# Ô Lâm
Ô Lâm là một xã thuộc huyện Tri Tôn, tỉnh An Giang, Việt Nam.

## Địa lý
Xã Ô Lâm nằm ở phía nam huyện Tri Tôn, có vị trí địa lý:
- Phía đông giáp thị trấn Cô Tô
- Phía tây giáp xã Lương An Trà
- Phía nam giáp tỉnh Kiên Giang
- Phía bắc giáp xã Núi Tô và xã An Tức.

Xã Ô Lâm có diện tích 30,74 km², dân số năm 2019 là 10.372 người, mật độ dân số đạt 337 người/km².

## Hành chính
Xã Ô Lâm được chia thành 6 ấp gồm: Phước Long, Phước Lộc, Phước Bình, Phước Thọ, Phước Lợi, Phước An.

## Giao thông
Tuyến đường giao thông chính: ĐT.15

## Lịch sử
- Quyết định 56-CP[4] ngày 11 tháng 03 năm 1977 của Hội đồng Chính phủ, hợp nhất huyện Tri Tôn và huyện Tịnh Biên thành một huyện lấy tên là huyện Bảy Núi, xã Ô Lâm thuộc huyện Bảy Núi.
- Quyết định 181-CP[5] ngày 25 tháng 04 năm 1979 của Hội đồng Chính phủ điều chỉnh địa giới và đổi tên một số xã và thị trấn huyện Bảy Núi thuộc tỉnh An Giang, xã Ô Lâm đổi tên thành xã An Phước
- Quyết định 300-CP[6] ngày 23 tháng 08 năm 1979 của Hội đồng Bộ trưởng chia chia huyện Bảy Núi thành hai huyện lấy tên là huyện Tri Tôn và huyện Tịnh Biên, xã An Phước thuộc huyện Tri Tôn.
- Sau này, xã An Phước được đổi tên lại thành xã Ô Lâm[cần dẫn nguồn].